# Siegmund von Peterswald
Siegmund von Peterswald (* ? auf Schloss Proboschowitz, Herzogtum Oels; † vor 1651) war ein deutscher Hofbeamter.

## Leben
Peterswald stammte aus einem alten schlesischen Adelsgeschlecht Peterswald. Über sein Leben ist nach derzeitigem Stand der Forschung recht wenig bekannt. Er war ab dem Sommersemester 1614 an der Universität Leipzig immatrikuliert; im darauf folgenden Jahr wechselte er an die Universität Marburg. Anschließend besuchte er das Collegium Mauritianum in Kassel, das Landgraf Moritz von Hessen-Kassel aus seiner Pagenschule reformiert und 1618 zu einer modernen Ritterakademie umgewandelt hatte. Dort machte sich Peterswald im Jahre 1618 einen Namen, als er sein Virtutis et Consiliis Palaestram veröffentlichte, die Antwort auf ein Werk seines Dienstherrn, des Landgrafen, und wahrscheinlich eine Danksagung für die Ernennung zum Geheimen Rat am Hof in Kassel.
1624 wurde Peterswald durch Fürst Ludwig I. von Anhalt-Köthen in die Fruchtbringende Gesellschaft aufgenommen. Der Fürst verlieh Peterswald den Gesellschaftsnamen der Scharfsprützende und das Motto wann er gerührt. Als Emblem wurde ihm wilder Cummer <Ecballium elaterium (L.) A. Rich.> zugedacht.
Nach dem Erlöschen des Geschlechts der Herren von Hattenbach im Jahre 1626 wurde Peterswald mit deren heimgefallenen Lehen von Burg und Dorf Hattenbach nebst erheblichem Zubehör an Gütern in und um Frielingen belehnt. 1626 und auch 1644 ist Peterswald als fürstlich-hessischer Rat und Amtmann in Hersfeld, Friedewald und Vacha bekundet.
Peterswald scheint spätestens 1651 verstorben zu sein, denn in diesem Jahre fiel das Hattenbach-Lehen an Landgraf Wilhelm VI. zurück oder wurde von ihm zurückgekauft.